# Roll out
Con roll out (o rollout), in informatica, si indica la fase finale dell'avviamento di un progetto o di un sistema informatico di qualche tipo (anche un prodotto hardware o software).
Il termine può essere usato, ad esempio, per indicare la parte conclusiva del collaudo di un nuovo impianto o opera prima del suo impiego definitivo, oppure per identificare la parte di training di un nuovo sistema informativo, prima del suo utilizzo totale.

## Descrizione
Nella produzione di serie, a volte, si utilizza questo termine per indicare il periodo di tempo in cui il nuovo prodotto, in corso di validazione per la messa in commercio, viene fatto utilizzare da un ristretto numero di "tester" sul mercato (il cosiddetto "lotto pilota"). In pratica, dopo le verifiche e i collaudi interni al termine dello sviluppo, tramite il roll out si accerta il comportamento del prodotto mediante il reale utilizzo da parte di alcuni utenti finali per un po' di tempo, prima del definitivo lancio sul mercato per la produzione di serie e vendita di massa. Invece che utenti, a seconda del tipo di prodotto, si potrebbe parlare di campione di clienti/distributori.

### Ambiti di interesse
Nel campo dei sistemi informativi il termine è anche comunemente impiegato per identificare il processo con cui un applicativo software viene attivato in più siti a partire da una istanza iniziale. Si dice che le nuove funzioni di un prodotto esistente o un nuovo prodotto vengano distribuite "a ondate" (aree geografiche, tipi di piattaforme, tipo di account o utenza, etc). A volte è necessario anche al fornitore per non sovraccaricare i server impegnati nel deployment o, banalmente, impegnare enormi risorse di rete. In questo modo il fornitore ha tutta il tempo per apportare i correttivi necessari in maniera graduale, sulla base dei riscontri che man mano riceve.
Con l'incredibile crescita di utilizzo del digitale da parte di tutti (si pensa alle app e al cloud) il roll out è di fatto una metodologia predefinita; esso potrebbe far parte di un progetto basato sul paradigma di sviluppo software di tipo agile (predefinito nel caso delle app per i dispositivi mobili).
In sistemi complessi ha il roll out è tipico del mondo business: ad esempio l'applicativo gestionale SAP quando, a partire da una istanza iniziale di SAP operativa presso il sito A, si derivano le istanze che saranno rese operative presso i siti B, C, D, ecc. All'interno del processo di Roll out dell'applicativo si trovano le fasi progettuali di training, di collaudo e di messa in esercizio, mentre non si trova, normalmente, la fase di personalizzazione (cd. customizing) dell'applicativo perché essa è stata fatta solo per attivare l'istanza iniziale. Oppure il roll out di aggiornamenti di sistemi operativi o applicativi da parte di Microsoft è la fase in cui sono distribuiti (per le numerose piattaforme interessate) attraverso Windows Update.
In un ambito informatico ancor più specifico, ovvero in quello di amministrazione di rete aziendale, per roll out s'intende invece la distribuzione di software (driver, applicativi, aggiornamenti, patch, ecc.) in modalità centralizzata (da un controller di dominio o da un server applicativo) verso i client. Spesso tale distribuzione è anche automatizzata nel senso che i client al successivo riavvio (dopo la messa in distribuzione del pacchetto software), subiranno forzatamente l'installazione del pacchetto, spesso in maniera silente (ovvero nascosta) oppure, una variante, stabilita in sede di configurazione del roll out, prevede che l'utente, dopo il riavvio del sistema operativo, deve manualmente dare l'assenso o meno alla richiesta di installazione centralizzata.
In alcuni casi si usa il termine roll out (che è proprio del processo di sviluppo software) con provisioning che invece è generico.
In un sistema distribuito misto informatico e meccatronico, quindi in un settore ancora più specifico, quale ad esempio quello di una rete geograficamente distribuita di apparati elettronici e meccanici (POS, terminali per il gaming, sistemi critical care, ecc.) che richiedono una manutenzione e/o sostituzione preventiva e programmata, il termine Rollout è comunemente usato per indicare che, durante tutta la vita del progetto e/o contratto, gli apparati periferici devono essere costantemente manutenuti e/o sostituiti al fine di garantirne sempre il loro funzionamento (disponibilità di servizio). Tale particolare esigenza nasce dalla consapevolezza che alcune parti di un sistema meccatronico sono soggette a usura (p.es. quelle meccaniche).
È quindi un "obbligo" nel caso in cui il settore di applicazione è "critico": si pensi ad esempio a quello del gaming nel quale la "scommessa" su un evento sportivo non è temporalmente rinviabile e quindi se il terminale è "fuori servizio" il gestore della scommessa subisce una perdita. Altro esempio può essere quello relativo alla terapia intensiva di un paziente al quale sono applicati dei terminali per l'infusione di farmaci in dosi bassissime, ma molto precise e costanti: l'evento "malfunzionamento" non può essere contemplato.